# Фартацешти (Валча)
Фартацешти (рум. Fărtăţeşti) насеље је у Румунији у округу Валча у општини Фартацешти. Oпштина се налази на надморској висини од 279 m.

## Становништво
Према подацима из 2002. године у насељу је живело 4641 становника, од којих су сви румунске националности.

### Хронологија
| Година       | 1992 | 1993 | 1994 | 1995 | 1996 | 1997 | 1998 | 1999 | 2000 | 2001 | 2002 | 2003 | 2004 | 2005 | 2006 | 2007 | 2008 | 2009 | 2010 | 2011 | 2012 | 2013 | 2014 | 2015 | 2016 | 2017 |
| ------------ | ---- | ---- | ---- | ---- | ---- | ---- | ---- | ---- | ---- | ---- | ---- | ---- | ---- | ---- | ---- | ---- | ---- | ---- | ---- | ---- | ---- | ---- | ---- | ---- | ---- | ---- |
| Становништво | 4782 | 4734 | 4672 | 4636 | 4528 | 4504 | 4427 | 4376 | 4350 | 4303 | 4247 | 4168 | 4117 | 4054 | 4012 | 3967 | 3911 | 3872 | 3855 | 3852 | 3898 | 3878 | 3874 | 3869 | 3871 | 3818 |